# Zerstörergeschwader 26 »Horst Wessel«
Zerstörergeschwader 26 »Horst Wessel« (dobesedno slovensko: Uničevalni polk 26 »Horst Wessel«; kratica ZG 26) je bil težko-lovski letalski polk (Geschwader) v sestavi nemške Luftwaffe med drugo svetovno vojno.

## Organizacija
- štab
- I. skupina
- II. skupina
- III. skupina

## Vodstvo polka
Poveljniki polka (Geschwaderkommodore)
- Oberst Kurt Bertram von Döring: 1. maj 1939
- Oberstleutnant Joachim-Friedrich Huth: 14. december 1939
- Oberst Johann Schalk: 1. november 1940
- Oberstleutnant Karl Boehm-Tettelbach: oktober 1943
- Oberstleutnant Johann Kogler: junij 1944